# Shaka Hislop
Neil Shaka Hislop (* 22. Februar 1969 in Hackney, London) ist ein in England geborener ehemaliger Fußballspieler mit Vorfahren aus Trinidad und Tobago. Hislop spielte zuletzt beim FC Dallas in der amerikanischen Major League Soccer und war lange Jahre Stammtorhüter der Nationalmannschaft seines Heimatlandes.

## Vereinskarriere
Hislop begann seine Karriere im Universitätsteam der Howard University in Washington, D.C. 1992 erhielt er beim FC Reading seinen ersten Profivertrag. Mit Reading spielte er in der dritten englischen Liga und stieg 1994 als Meister in die zweite Liga auf. Hislop wurde bei Reading zu einem Publikumsliebling und verpasste den Aufstieg in die Premier League in der darauf folgenden Saison nur knapp, als man im Play-off-Finale den Bolton Wanderers mit 3:4 unterlag.
Daraufhin wechselte Hislop für die Ablösesumme von 1.575.000 Pfund zu Newcastle United. Nachdem er zunächst Stammtorhüter im St. James’ Park war, sah er sich bald in einem Vierkampf mit Pavel Srníček, Shay Given und Steve Harper um den Torhüterposten. Um weiterhin regelmäßig Spielpraxis zu bekommen, wechselte er 1998 ablösefrei zu West Ham United.
Auch bei West Ham United war er zunächst Stammtorhüter und erreichte mit dem Verein 1999 den fünften Platz der Premier League und qualifizierte sich damit für den UI-Cup, den man in der folgenden Saison gewinnen, und sich damit für den UEFA-Pokal qualifizieren konnte. Doch aufgrund der Zusatzbelastung durch die internationalen Auftritte spielte der Verein gegen den Abstieg und Trainer Harry Redknapp wurde im Mai 2001 entlassen. Hislop konnte daraufhin seinen Stammplatz nicht mehr halten und kam in der Saison 2001/2002 nur noch zu zwölf Einsätzen, woraufhin er ablösefrei zum Zweitligisten FC Portsmouth wechselte. Trainer bei Portsmouth war zu diesem Zeitpunkt Redknapp. Mit Hislop als Stammtorhüter stieg der Verein als souveräner Meister in die erste Liga auf und konnte sich in der Saison 2003/2004 auch problemlos im Mittelfeld festsetzen.
Nach der Entlassung von Harry Redknapp im Dezember 2004 verlor Hislop erneut seinen Stammplatz, diesmal an den Griechen Konstantinos Chalkias, und sein zum Saisonende auslaufender Vertrag wurde nicht mehr verlängert. Sein Weg führte in zurück zu West Ham, mit denen er in der Saison 2005/06 das Finale des FA Cups erreicht. Die 1:3-Niederlage im Elfmeterschießen (nach 120 Minuten 3:3) gegen den FC Liverpool konnte er allerdings nicht verhindern. Seine Karriere ließ er in den USA beim FC Dallas ausklingen. Mitte 2007 erklärte er seinen Rücktritt vom Profisport.

## Nationalmannschaft
Hislop hatte einen Einsatz in der englischen U21-Nationalmannschaft, entschied sich dann aber für Trinidad und Tobago. Im Juni 1998 hatte er bei einem 2:0-Erfolg über Jamaika sein Debüt in der Nationalelf.
Mit den Soca Warriors qualifizierte er sich erstmals in der Geschichte des Landes für eine Fußball-Weltmeisterschaft, war aber bei den beiden entscheidenden Play-off-Spielen gegen Bahrain nur Ersatzmann von Kelvin Jack. Hislop stand auch im Endrundenaufgebot von Trinidad und Tobago bei der WM 2006. Dort war für ihn eigentlich nur der Platz auf der Bank vorgesehen. Nachdem jedoch bei der Nummer 1 Kelvin Jack beim Warmmachen vor dem ersten Gruppenspiel gegen Schweden eine alte Wadenverletzung wieder aufbrach, kam er doch zum Einsatz. Dabei war er wesentlich an dem 0:0-Unentschieden gegen die Schweden beteiligt, indem er mehrere Torschüsse hielt. Der deutsche Fernsehkommentar bezeichnete seine Leistung als „herausragend“, während die schwedische Presse von einem „Fiasko“ der eigenen Mannschaft schrieb. Im zweiten Gruppenspiel gegen England hielt Hislop bis zur 84. Minute überragend. Einen Kopfballtreffer von Peter Crouch konnte Hislop nicht verhindern. In der Nachspielzeit überwand Steven Gerrard Trinidads Torwart mit einem unhaltbaren Distanzschuss zum Endstand von 2:0. Im letzten Gruppenspiel gegen Paraguay stand dann doch noch Kelvin Jack im Tor.
Insgesamt absolvierte er 26 Länderspiele.

## Soziales Engagement
Hislop engagiert sich als Botschafter bei Show Racism the Red Card.

„I was putting petrol in my car at the garage and these kids started shouting racist abuse. Then after a bit one of them realised who I was and told his friends. Then they came over looking for autographs. That really hurt“